# Dichromodes limosa
Dichromodes limosa là một loài bướm đêm trong họ Geometridae.